# Tro, håb og trolddom
Tro, håb og trolddom er en dansk film fra 1960.
- Manuskript William Heinesen og Erik Balling.
- Instruktion Erik Balling og Finn Henriksen.

Blandt de medvirkende kan nævnes:
- Bodil Ipsen
- Gunnar Lauring
- Peter Malberg
- Poul Reichhardt
- Jakob Nielsen
- Louis Miehe-Renard
- Berthe Qvistgaard
- Poul Müller
- Valsø Holm
- Victor Montell
- Carl Ottosen
- Kjeld Jacobsen
- Hanne Winther-Jørgensen
- Freddy Koch
- Ole Larsen
- Gunnar Strømvad
- Henry Lohmann
- Axel Strøbye
- Bertel Lauring
- Bjørn Spiro
- John Hahn-Petersen